# Tomisław (imię)
Tomisław – słowiańskie imię męskie, złożone z członów Tomi- (tomiti – "dręczyć, męczyć") i -sław ("sława"). Mogło oznaczać np. "tego, którego dręczy potrzeba sławy", "tego, który jest udręczony sławą" lub "ten, który dręczy innych swą sławą". Żeński odpowiednik: Tomisława.
Tomisław imieniny obchodzi 1 kwietnia i 21 grudnia.

## Osoby noszące imię Tomisław
- Tomisław Chorwacki – król Chorwacji
- Tomisław II – włoski arystokrata
- Tomisław Karadziordziewić – królewicz Jugosławii, książę koronny 1934–1945
- Tomislav Nikolić – serbski polityk, Prezydent Republiki Serbii
- Tomislav Erceg – piłkarz chorwacki
- Tomislav Ivić – trener piłkarski
- Tomislav Rukavina – piłkarz chorwacki
- Tomisław Tajner – polski skoczek narciarski
- Tomisław Apoloniusz Curuś Bachleda Farrell - postać fikcyjna z "Kapitana Bomby"